# Lijst van buitenkampen van Auschwitz

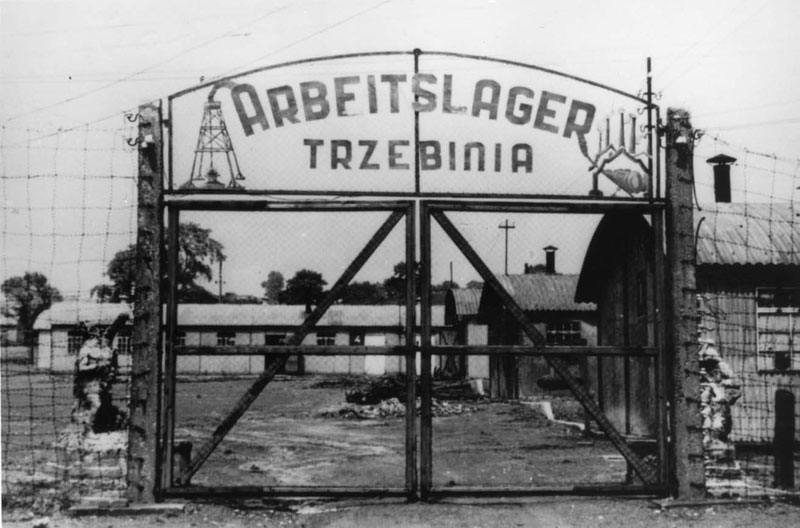
Ingang van Trzebinia, een subcamp van het concentratiekamp Auschwitz, 1945

Het concentratiekamp Auschwitz was een systeem van concentratiekampen van Nazi-Duitsland in het bezette Polen (1940-1945). Het eerste kamp (Duits: Stammlager) was Auschwitz I. Auschwitz II of Birkenau, was een concentratie-en vernietigingskamp, en werd het meest beruchte van de kampen. Auschwitz III, of Monowitz, was een werkkamp.
Naast deze drie grote kampen, bestond Auschwitz uit verschillende buitenkampen of subkampen. De kampen werden in het Duits Aussenlager (buitenkamp), Nebenlager (uitbreiding of subkamp), of Arbeitslager (werkkamp) genoemd. Verschillende van deze kampen lagen binnen tien kilometer van het Stammlager. Er woonden en werkten van tientallen tot enkele duizenden gevangenen.

## Concentratiekamp Auschwitz

### Administratie
De omvang en het doel van Auschwitz veranderde tijdens de Tweede Wereldoorlog, en de bevelvoering veranderde eveneens. Van 1940 tot eind 1943 was Auschwitz I het Stammlager en waren de andere kampen ondergeschikt. In november 1943 werden Birkenau en Monowitz onafhankelijke kampen met hun eigen commandanten, hoewel de commandant van Auschwitz de hoofdofficier bleef. In november 1944 werden Auschwitz I en Birkenau weer verenigd onder één leider. 

### Commandanten
- Auschwitz I: Rudolf Höss (mei 1940 – november 1943), Arthur Liebehenschel (november 1943 – mei 1944), Richard Baer (mei 1944 – 27 januari 1945)
- Birkenau: Fritz Hartjenstein (november 1943 – mei 1944), Josef Kramer (mei 1944 – november 1944). Andere: Johann Schwarzhuber (opzichter van het  mannenkamp, november 1943 – november 1944)
- Monowitz: Heinrich Schwarz (november 1943 – januari 1945)

### Buitencommando's
De bekende buitencommando's van het Auschwitz complex waren:
| #                                     | Naam                                | Locatie                                   | In gebruik (van-tot)                 | Aantal gevangenen                                                       | Beheerder                                                |
| ------------------------------------- | ----------------------------------- | ----------------------------------------- | ------------------------------------ | ----------------------------------------------------------------------- | -------------------------------------------------------- |
| Buitencommandos bij veehouderijen     |                                     |                                           |                                      |                                                                         |                                                          |
| 1.                                    | Harmense (Geflügelfarm)             | Harmęże                                   | december 1941 - januari 1945         | ongeveer 150 gevangenen                                                 | voor het concentratiekamp                                |
| 2.                                    | Budy (Wirtschaftshof)               | Brzeszcze                                 | april 1942 - januari 1945            | 700-800 gevangenen                                                      | voor het concentratiekamp                                |
| 3.                                    | Babitz (Wirtschaftshof)             | Babice bij Oświęcim                       | maart 1943 - januari 1945            | ongeveer 340 gevangenen                                                 | voor het concentratiekamp                                |
| 4.                                    | Birkenau (Wirtschaftshof)           | Brzezinka bij Oświęcim                    | 1943 - januari 1945                  | meer dan 200 gevangenen                                                 | voor het concentratiekamp                                |
| 5.                                    | Raisko (Gärtnerei)                  | Rajsko                                    | juni 1944 - januari 1945             | ongeveer 300 vrouwelijke gevangenen                                     | voor het concentratiekamp en onderzoek van de SS         |
| 6.                                    | Plawy (Wirtschaftshof)              | Pławy                                     | december 1944 - januari 1945         | ongeveer 200 gevangenen                                                 | voor het concentratiekamp                                |
| Buitencommandos bij fabrieken         |                                     |                                           |                                      |                                                                         |                                                          |
| 7.                                    | Golleschau                          | Goleszów                                  | juli 1942 - januari 1945             | ongeveer 1,000 gevangenen                                               | Ostdeutsche Baustoffwerke GmbH                           |
| 8.                                    | Jawischowitz                        | Jawiszowice                               | augustus 1942 - januari 1945         | meer dan 2,500 gevangenen                                               | Reichswerke Hermann Göring                               |
| 9.                                    | Chelmek (Aussenkommando)            | Chełmek                                   | oktober 1942 - december 1942         | ongeveer 150 gevangenen                                                 | Ota Schlesische Schuhwerke ("Bata Schoenen")             |
| 10.                                   | Monowitz Buna-Werke                 | Monowice bij Oświęcim                     | oktober 1942 - januari 1945          | 10,223 gevangenen op drie locaties bij IG Farben vanaf 17 januari 1945. | –                                                        |
| 11.                                   | Eintrachthütte                      | Świętochłowice                            | mei 1943 - januari 1945              | 1,374 gevangenen                                                        | Berghut                                                  |
| 12.                                   | Neu-Dachs                           | Jaworzno                                  | juni 1943 - januari 1945             | meer dan 3,500 gevangenen                                               | Energieversorgung Oberschlesien Aktiengesellschaft (EVO) |
| 13.                                   | Fürstengrube                        | Wesoła bij Mysłowice                      | september 1943 - januari 1945        | 700-1,200 gevangenen                                                    | IG Farben                                                |
| 14.                                   | Janinagrube (Gute Hoffnung)         | Libiąż                                    | september 1943 - januari 1945        | 877 gevangenen                                                          | IG Farben                                                |
| 15.                                   | Lagischa                            | Łagisza, later Będzin                     | september 1943 - september 1944      | ongeveer 1,000 gevangenen                                               | Energie-Versorgung Oberschlesien AG                      |
| 16.                                   | Günthergrube                        | Lędziny                                   | februari 1944 - januari 1945         | 300-600 gevangenen                                                      | IG Farben                                                |
| 17.                                   | Gleiwitz I                          | Gliwice                                   | maart 1944 - januari 1945            | ongeveer 1,300 gevangenen                                               | Reichsbahnausbesserungswerk                              |
| 18.                                   | Laurahütte                          | Siemianowice Śląskie                      | maart/april 1944 - januari 1945      | 1,000 gevangenen                                                        | Rhinemetall Borsig AG                                    |
| 19.                                   | Blechhammer                         | Sławięcice bij Blachownia Śląska          | april 1944 - januari 1945            | 609 gevangenen                                                          | O/S Hydrierwerke AG                                      |
| 20.                                   | Bobrek                              | Bobrek bij Oświęcim                       | mei 1944 - januari 1945              | ongeveer 50-213 gevangenen en ongeveer 50 vrouwelijke gevangenen        | Siemens-Schuckert                                        |
| 21.                                   | Gleiwitz II                         | Gliwice                                   | mei 1944 - januari 1945              | meer dan 1,000 gevangenen                                               | Deutsche Gasrusswerke                                    |
| 22.                                   | Sosnowitz II                        | Sosnowiec                                 | mei 1944 - januari 1945              | ongeveer 900 gevangenen                                                 | Ost Maschinenbau GmbH (Berghüte)                         |
| 23.                                   | Gleiwitz III                        | Gliwice                                   | juli 1944 - januari 1945             | 450-600 gevangenen                                                      | Zieleniewski - Maschinen und Waggonbau GmbH - Krakau     |
| 24.                                   | Hindenburg                          | Zabrze                                    | augustus 1944 - januari 1945         | ongeveer 400-500 vrouwelijke gevangenen en ongeveer 70 gevangenen       | Vereinigte Oberschlesische Hüttenwerke AG (Oberhütten)   |
| 25.                                   | Trzebinia                           | Trzebionka bij Trzebinia                  | augustus 1944 - januari 1945         | 600-800 gevangenen                                                      | Erdölraffinerie Trzebinia GmbH                           |
| 26.                                   | Tschechowitz I Bombensucherkommando | Czechowice-Dziedzice                      | augustus 1944 - september 1944       | ongeveer 100 gevangenen                                                 | Reichsbahn                                               |
| 27.                                   | Althammer                           | Stara Kuźnia bij Halemby, now Ruda Śląska | september 1944 - januari 1945        | ongeveer 500 gevangenen                                                 |                                                          |
| 28.                                   | Bismaartckhütte                     | Chorzów                                   | september 1944 - januari 1945        | ongeveer 200 gevangenen                                                 | Berghütte                                                |
| 29.                                   | Charlottengrube                     | Rydułtowy                                 | september 1944 - januari 1945        | ongeveer 1,000 gevangenen                                               | Reichswerke Hermann Göring                               |
| 30.                                   | Neustadt                            | Prudnik                                   | september 1944 - januari 1945        | ongeveer 400 vrouwelijke gevangenen                                     | Schlesische Feinweberei AG                               |
| 31.                                   | Tschechowitz II Vacuum              | Czechowice-Dziedzice                      | september 1944 - januari 1945        | ongeveer 600 gevangenen                                                 |                                                          |
| 32.                                   | Hubertshütte                        | Łagiewniki, now Bytom                     | december 1944 - januari 1945         | 200 gevangenen                                                          | Berghütte-Königs und Birmaartckhütte AG                  |
| 33.                                   | Freudenthal                         | Bruntal                                   | 1944 - januari 1945                  | ongeveer 300 vrouwelijke gevangenen                                     | Emmerich Machold                                         |
| 34.                                   | Lichtewerden                        | Světlá (now Czech Republic)               | november 1944 - januari 1945         | ongeveer 300 vrouwelijke gevangenen                                     | G.A. Buhl und Sohn                                       |
| Buitencommando’s met diverse functies |                                     |                                           |                                      |                                                                         |                                                          |
| 35.                                   | Sosnitz                             | Sośnica bij Gliwice                       | juli 1940 - augustus 1940            | ongeveer 30 gevangenen                                                  | voor het concentratiekamp                                |
| 36.                                   | Porombka (SS-Hütte)                 | Międzybrodzie Bialskie                    | oktober/november 1940 - januari 1945 | ongeveer 50 gevangenen en ongeveer 10 vrouwelijke gevangenen            | voor de SS                                               |
| 37.                                   | Altdorf                             | Stara Wieś bij Pszczyna                   | oktober 1942 - 1943                  | ongeveer 20 gevangenen                                                  | Oberforstamt Pless (Pszczyna - bosbouw)                  |
| 38.                                   | Radostowitz                         | Radostowice bij Pszczyna                  | 1942 - 1943                          | ongeveer 20 gevangenen                                                  | Oberforstamt Pless                                       |
| 39.                                   | Kobier (Aussenkommando)             | Kobiór                                    | 1942 - september 1943                | ongeveer 150 gevangenen                                                 | Oberforstamt Pless                                       |
| 40.                                   | Brünn                               | Brno                                      | oktober 1943 - april 1945            | 250-150 gevangenen                                                      | voor de SS                                               |
| 41.                                   | Sosnowitz (I)                       | Sosnowiec                                 | augustus 1943 - februari 1944        | ongeveer 100 gevangenen                                                 |                                                          |
| 42.                                   | Gleiwitz IV                         | Gliwice                                   | juni 1944 - januari 1945             | ongeveer 500 gevangenen                                                 | voor de SS                                               |
| 43.                                   | Kattowitz (Sonderkommando)          | Katowice                                  | januari 1944 - januari 1945          | 10 gevangenen                                                           | Gestapo                                                  |
| 44.                                   | Bauzug (2 SS)                       | Karlsruhe, na Stuttgart                   | september 1944 - oktober 1944        | ongeveer 500 gevangenen die in een trein woonden                        | SS-WVHA                                                  |